# Cunninghamia lanceolata
Cunninghamia lanceolata, la cunninghamia o abeto de la Cochinchina, es una especie de conífera en la familia Taxodiaceae.

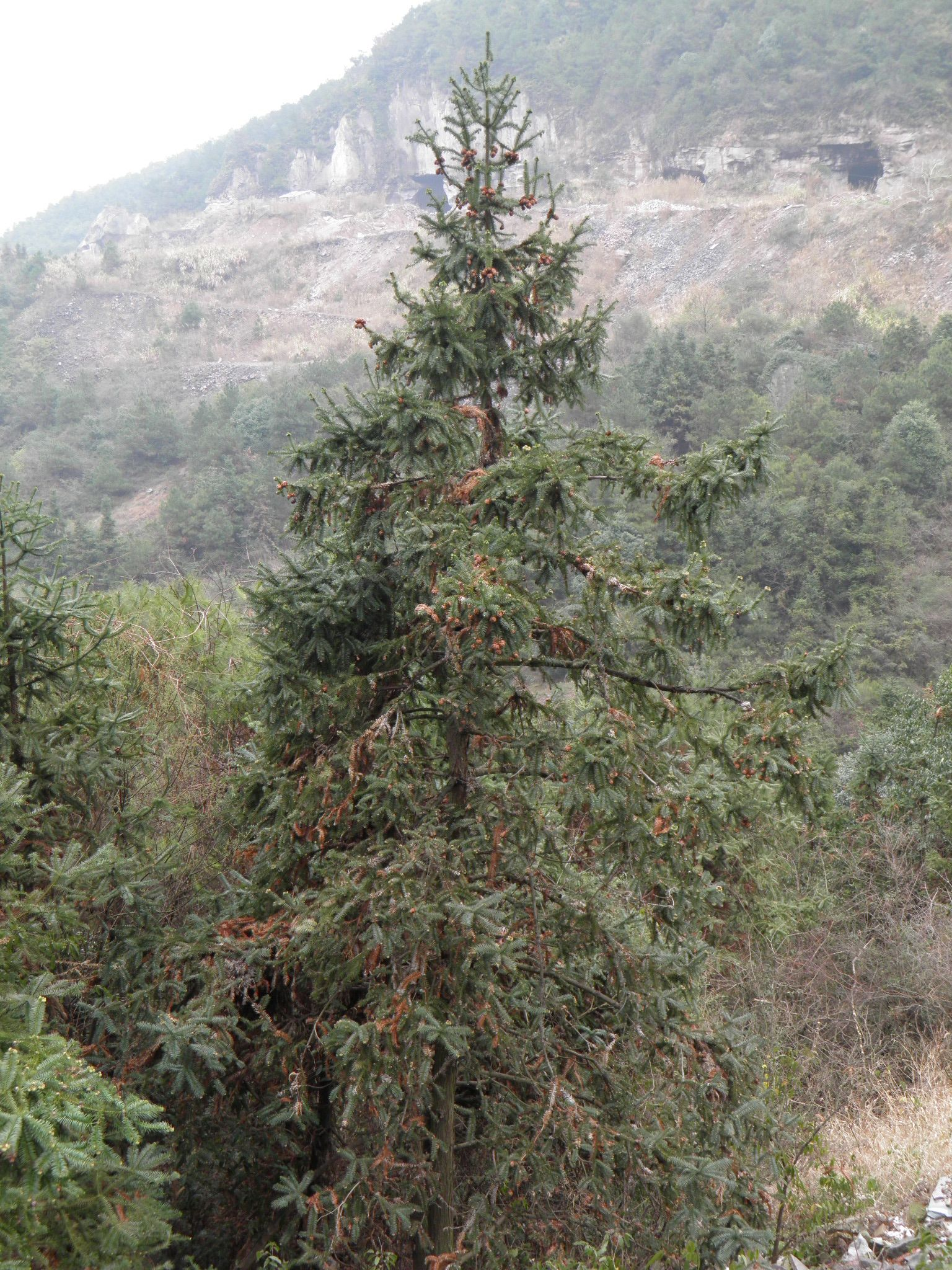
Vista del árbol

## Descripción
Árbol originario del centro y sur de China, en su estado natural. Tiene una gran capacidad para rebrotar de cepa, la madera es de regular calidad.
Es de hábito monopodial, posee copa piramidal, angosta, conserva sus ramas inferiores, que se extienden horizontalmente. Su tronco es recto.
su altura oscila entre los 10 y los 25 m.
Sus hojas son simples, dispuestas en espiral o en dos planos más o menos divergentes, lineares lanceoladas, falcadas (2,5 -7 cm x 0,4-0,7 cm), haz verde brillante, envés claro, con anchas bandas estomáticas blanquecinas separadas por la nervadura media, margen finamente aserrado. Es un Árbol de follaje perenne.
Sus frutos son conos (estróbilos) ovoide globosos, de 3 a 5 cm de largo, terminales, formados por numerosas escamas triangulares, agudas e imbricadas y subleñosas dentadas.
Esta especie de árbol no es hermafrodita, por lo tanto se puede diferenciar el sexo de cada uno según sus conos.

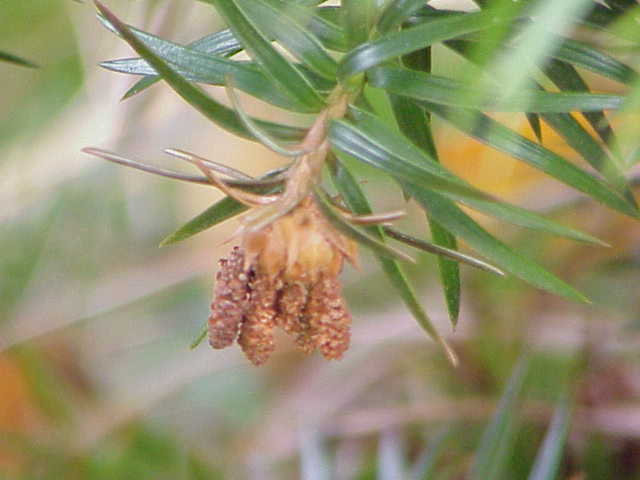
Conos de sexo masculino de C. lanceolata.

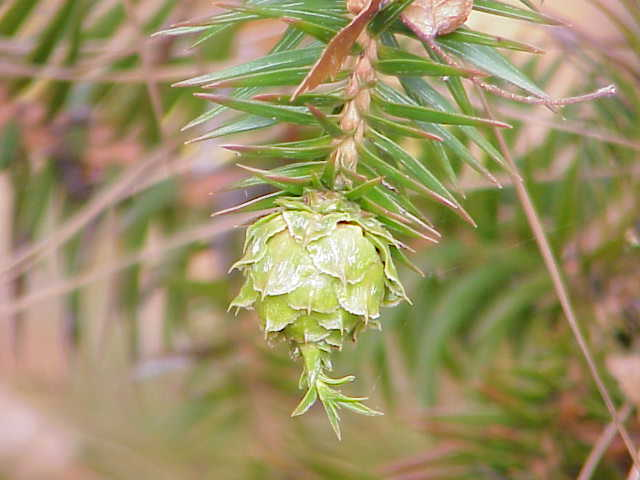
Cono de sexo femenino de C. lanceolata.

## Condiciones de Cultivo
Soporta clima cálido y lluvioso, con precipitaciones uniformes. Soporta algo el frío.
prefiere suelos livianos, profundos, pero también crece en los pobres, siempre que estén bien provistos de humedad.

## Propiedades
Tiene una madera duramen castaño amarillento, de textura fina y homogénea, grano derecho, veteado suave, sin olor, blanda, liviana, estable, fácil de trabajar y poco durable en contacto con el suelo.
Durante los Primeros años su crecimiento es lento, luego se acelera.

## Taxonomía
Cunninghamia lanceolata fue descrita por (Lamb.) Hook. y publicado en Botanical Magazine 54: , pl. 2743. 1827.
Sinonimia
- Abies batavorum Siebold ex Carrière
- Abies lanceolata (Lamb.) Poir.
- Belis jaculifolia Salisb.
- Belis lanceolata (Lamb.) Hoffmanns.
- Cunninghamia jaculifolia (Salisb.) Druce
- Cunninghamia sinensis R.Br.
- Cunninghamia sinensis var. prolifera Lemée & H.Lév.
- Cunninghamia unicanaliculata D.Y.Wang & H.L.Liu
- Cunninghamia unicanaliculata var. pyramidalis D.Y.Wang & H.L.Liu
- Larix chinensis Mill.
- Pinus abies Lour.
- Pinus lanceolata Lamb.
- Raxopitys cunninghamii J. Nelson[4]